# Łęka Mroczeńska
Łęka Mroczeńska est une localité polonaise de la gmina de Baranów, située dans le powiat de Kępno en voïvodie de Grande-Pologne.

## Histoire
De 1815 à 1920, Lenka mroczenska fait partie de l'arrondissement de Schildberg (de) puis à partir de 1887, de l'arrondissement de Kempen-en-Posnanie dans le district de Posen au sein de la province de Posnanie.